# Paravelia basalis
Paravelia basalis är en insektsart som först beskrevs av Maximilian Spinola 1837.  Paravelia basalis ingår i släktet Paravelia och familjen vattenlöpare. Inga underarter finns listade i Catalogue of Life.